# Trou noir primordial
Pour les articles homonymes, voir Trou noir (homonymie) et Primordial.
Un trou noir primordial est un type de trou noir hypothétique formé à l'époque de l'Univers primordial dans les régions extrêmement denses. Dans les premiers instants de l'Univers selon la théorie du Big Bang, la pression et la température étaient si élevées que de simples fluctuations de densité de la matière suffisaient pour donner naissance à un trou noir. Alors que la plupart des régions de hautes densités ont été dispersées dans l'expansion qui a suivi, les trous noirs primordiaux sont restés stables et existeraient encore aujourd'hui.
Leur existence a été proposée pour la première fois en 1966 par Iakov Zeldovitch et Igor Novikov. Cinq ans plus tard, Stephen Hawking publie le premier une théorie détaillée sur leur origine. Puisqu'ils n'ont pas été formés à partir d'étoiles, leur masse peut être significativement plus faible que celle d'une étoile. Hawking a calculé qu'elle pourrait être aussi faible que 10−8 kg (soit de l'ordre de la masse de Planck, 2,176 10-8 kg). Mais il a aussi calculé que la durée de vie (le temps d'« évaporation » par rayonnement de Bekenstein-Hawking) de tels micro-trous noirs serait de seulement 8,6 10-40 seconde. Donc s'il existe encore des micro-trous noirs primordiaux, ils ont dû avoir une masse d'au moins 173 millions de tonnes (1,73 1011 kg, dont le temps d'évaporation vaut précisément 13,8 milliards d'années, donc l'âge de l'Univers) avec une température de 7 1011 K et rayonneraient dans le domaine des rayons gamma.
Un des grands défis de l'astrophysique des années 2010 et 2020 est d'expliquer où se cache la plus grande partie de la masse de l'Univers, appelée matière noire. Ces résidus (que seraient les trous noirs primordiaux), même peu nombreux comparés aux milliards de milliards d'étoiles, représentent selon certains astronomes de bons candidats, ce qui explique que les trous noirs primordiaux font l'objet de recherches actives.

## Recherches théoriques
En 1966, Iakov Zeldovitch et Igor Novikov proposent pour la première fois l'existence de trous noirs primordiaux. En 1971, Stephen Hawking est le premier à publier une théorie détaillée sur leur origine.
Selon le modèle utilisé, les trous noirs primordiaux (TNP) actuels ne pourraient pas avoir une masse aussi minime que 10−8 kg (masse de Planck résiduelle) – voir ci-dessus –, mais pourraient avoir une masse allant jusqu'à des dizaines de milliers de masses solaires ({\displaystyle M_{\odot }}). Toutefois, les TNP d'une masse inférieure à 1,73 1011 kg pourraient avoir disparu à notre époque à cause du rayonnement de Hawking.
Ces trous noirs hypothétiques ne sont pas faits de matière noire baryonique (la masse d'un trou noir n'a pas de caractéristique quelconque, comme la matière ordinaire baryonique et leptonique, alors que la substance baryonique, protons et neutrons, constitue toute la matière visible de l'Univers actuel et seulement une partie de la matière noire, dite matière noire ordinaire ou baryonique) et pourraient donc être des constituants plausibles de la matière noire,,,,.
Ils sont aussi de bons candidats en tant que germes des trous noirs supermassifs au centre des galaxies massives, et comme germes des trous noirs intermédiaires.
Les TNP font partie des massive compact halo object (MACHO, des objets célestes hypothétiques). Ils sont donc de bons candidats pour la matière noire : ils sont très peu sujets aux collisions, ils sont stables s'ils sont suffisamment massifs, leur vitesse n'est pas relativiste et ils sont apparus très tôt dans l'Univers (moins de une seconde après le Big Bang. Néanmoins, des limites relativement serrées sur leur abondance ont été calculées à partir de multiples observations astrophysiques et cosmologiques ; ils sont donc exclus comme constituants de la masse noire pour une large gamme de masses.
En mars 2016, un mois après l'annonce de la détection par les observatoires LIGO et VIRGO d'ondes gravitationnelles émises lors de la fusion de deux trous noirs, chacun ayant une masse de 30 {\displaystyle M_{\odot }} (environ 6 × 1031 kg), trois équipes de chercheurs ont chacune établi, de façon indépendante, que les deux trous noirs étaient des TNP,,,.
Deux équipes ont déterminé que la vitesse de fusion, inférée des mesures de LIGO, est cohérente avec un scénario où la totalité de la matière noire est seulement constituée de TNP, si une fraction non négligeable de ceux-ci est regroupée dans les halos galactiques, les galaxies naines ou les amas globulaires, tels que décrits par la théorie de la formation des structures.
La troisième équipe a affirmé que la vitesse de fusion n'est pas compatible avec un scénario où il n'y a que de la matière noire ; selon cette équipe, les TNP ne peuvent contribuer qu'au plus à 1 % de toute la matière noire.
Les masses des trous noirs étant relativement élevées, plusieurs chercheurs ont recommencé à étudier les TNP dont la masse se situe entre 1 et 100 {\displaystyle M_{\odot }}. Les chercheurs débattent pour savoir si cette étendue est valide selon les autres observations, que ce soit les microlentilles gravitationnelles créées par des étoiles, les anisotropies du fond diffus cosmologique, la taille des galaxies naines ou l'absence de corrélation entre les sources de rayons X et les sources radio dans le centre galactique.
En mai 2016, Alexander Kashlinsky suggère que la forte corrélation des rayons X mous entre le fond diffus de rayons X et le fond diffus infrarouge (aussi appelé « fond diffus extragalactique ») pourrait s'expliquer par des TNP de masses semblables s'ils sont presque aussi abondants que la matière noire. Une étude publiée en avril 2019 suggère que cette hypothèse est sans fondement.
Une équipe de chercheurs a soumis une hypothèse de Stephen Hawking aux tests les plus rigoureux jusqu'alors. Dans son article publié en 2019, elle a exclu la possibilité que des TNP d'un diamètre inférieur à un dixième de millimètre (d'une masse de 7 × 1022 kg) forment la majorité de la matière noire.
En août 2019, Paulo Montero-Camacho et ses collègues suggèrent dans un article que toute la matière noire pourrait être composée de TNP ayant une masse comprise entre 3,5 × 10−17 et 4 × 10−12 {\displaystyle M_{\odot }} (soit de 7,0 × 1013 à 8 × 1018 kg).
En septembre 2019, J. Scholtz et ses collègues proposent que la « planète Neuf », invoquée pour expliquer des anomalies orbitales parmi les objets transneptuniens extrêmes, serait en réalité un TNP de la taille d'une balle de tennis et non une planète « classique », proposition reprise dans un article de vulgarisation.
Début 2024, les observations d'étoiles et de quasars par microlentilles gravitationnelles suggèrent que les TNP de masse de l'ordre de celle du Soleil pourraient expliquer une grande partie de la matière noire dans les halos galactiques.

## Formation
Les trous noirs primordiaux (TNP) auraient été formés très tôt dans l'Univers (moins d'une seconde après le Big Bang), pendant la période appelée « ère dominée par le rayonnement ». L'ingrédient essentiel à la formation d'un TNP est une fluctuation dans la densité de l'Univers, qui induit un effondrement gravitationnel. Typiquement, un contraste de densité de {\displaystyle \delta \varrho /\varrho \sim 0,1} (où {\displaystyle \varrho } est la densité moyenne de l'Univers) est nécessaire pour former un TNP.
Plusieurs mécanismes peuvent produire une telle inhomogénéité lors de l'inflation cosmique, du réchauffage ou des transitions de phase cosmologiques.

## Limites observationnelles et stratégies de détection
Plusieurs observations permettent de numériquement encadrer l'abondance et la masse des TNP.
- Sonde Voyager 1 : une étude de 2019 tirant parti de la présence de la sonde Voyager 1 au-delà de l'héliosphère a établi que les trous noirs primordiaux d'une masse inférieure à 1017 g ne peuvent représenter s'ils existent qu'au plus 0,1 % de la matière noire présente dans la Voie lactée[23].
- Durée de vie, rayonnement de Hawking et rayons gamma : une façon de détecter les TNP ou d'encadrer de façon mathématique leur masse et leur abondance est d'observer le rayonnement de Hawking. Stephen Hawking théorise en 1974 qu'un grand nombre de petits TNP pourraient exister dans notre Galaxie ou dans le halo galactique de la  Voie lactée. Puisque les trous noirs émettent un rayonnement dont l'intensité est inversement proportionnelle à leur masse, la masse des très petits trous noirs décroît à une grande vitesse et ils disparaissent en peu de temps. À la toute fin de leur existence, ils émettent autant d'ondes électromagnétiques qu'une bombe thermonucléaire d'une puissance excédant le million de mégatonnes[24]. Les trous noirs d'environ 3 {\displaystyle M_{\odot }} perdent toute leur masse en environ 1069 années (s'ils n'absorbent aucune matière pendant cette période), ce qui excède l'âge actuel de l'Univers (13,8 milliards d'années[25]). Toutefois, puisque les TNP ne sont pas formés par effondrement gravitationnel stellaire, ils peuvent être de n'importe quelle masse. Un trou noir ayant une masse de 1,73 1011 kg aurait une durée de vie égale à l'âge de l'Univers. Si de tels trous noirs avaient été créés au moment du Big Bang en nombre suffisamment grand, les astronomes pourraient observer leur fin (caractérisée par un flash lumineux) dans notre Galaxie. Lancé en 2008, le Fermi Gamma-ray Space Telescope a été conçu en partie pour rechercher ces TNP qui s'évaporent. Les données issues du satellite d'observation permettent d'affirmer que moins de 1 % de la matière noire pourrait être constituée de TNP ayant des masses allant jusqu'à 1013 kg. Les TNP qui s'évaporent auraient aussi influencé la nucléosynthèse au moment du Big Bang et donc modifié l'abondance relative des éléments chimiques légers dans l'Univers. Toutefois, si l'hypothèse du rayonnement de Hawking se révèle fausse, alors les TNP seraient extrêmement difficiles à découvrir puisque leur influence gravitationnelle serait insignifiante.
- Focalisation gravitationnelle de sursauts gamma : lorsqu'il passe à proximité du trajet d'observation d'un sursaut gamma, un TNP peut modifier sa luminosité puisqu'il induit une lentille gravitationnelle. L'expérience Fermi Gamma-Ray Burst Monitor, complétée en 2012, a déterminé que les TNP ne peuvent contribuer significativement à la matière noire si leur masse se situe entre 5 x 1014 et 1017 kg[26]. Un ré-examen complété en 2018 a toutefois éliminé cette limite après avoir pris en compte la nature diffuse de la source et les effets optiques[27].
- Capture de trous noirs primordiaux par des étoiles à neutrons : si des TNP de masses comprises entre 1015 kg et 1022 kg sont aussi abondants (en termes de quantité totale de substance) que la matière noire, les étoiles à neutrons dans les amas globulaires devraient avoir capturé quelques TNP, ce qui aurait mené à la destruction des étoiles[28]. L'observation des étoiles à neutrons dans les amas globulaires pourrait permettre de calculer la limite supérieure sur l'abondance de TNP. Toutefois, une étude détaillée de ce phénomène hypothétique a mené à l'abandon de cette thèse[17].
- Survie des naines blanches : si un TNP passe à travers une naine blanche C-O[note 1], il peut brûler son carbone, ce qui peut amorcer une réaction menant à l'explosion de la naine blanche. L'analyse de la distribution de masses des naines blanches pourrait donner une limite supérieure au nombre de TNP. Les trous noirs primordiaux ayant une masse comprise entre ~1016 et 1017 kg ont été éliminés comme constituant principal de la matière noire de la Galaxie. De plus, l'explosion d'une naine blanche peut être confondue avec une supernova de type Ia[29]. Une étude approfondie basée sur des simulations hydrodynamiques a toutefois remis en cause ces limites[17].
- Focalisation micro-gravitationnelle des étoiles : si un TNP passe entre nous et une étoile distante, il va induire un agrandissement de l'image de cette étoile parce que le premier agit comme une microlentille gravitationnelle. En analysant la magnitude des étoiles dans les Nuages de Magellan, les données des programmes d'études EROS et MACHO ont établi une limite sur la masse des TNP : 1023 – 1031 kg. En observant les étoiles de la galaxie d'Andromède (M31), l'observatoire Subaru/HSC a établi une autre limite à la masse : 1019 - 1024 kg. Selon ces deux études, les TNP ayant ces masses ne peuvent constituer une partie notable de la matière noire[30],[31],[16]. Toutefois, ces limites dépendent du modèle utilisé. Des scientifiques ont calculé que si des TNP sont regroupés dans un halo dense, l'effet dû à la micro-gravitation cesse d'exister[11]. Des lois d'échelle ont été dérivées ; elles ne permettent pas de restreindre l'abondance des TNP sur la base des seules observations optiques pour des TNP d'une masse inférieure à ~1018 kg[17].
- Focalisation micro-gravitationnelle des supernovas de type Ia : les TNP de masse supérieure à 1028 kg pourraient magnifier les supernova de type Ia (ou toute autre chandelle standard) en agissant comme lentille gravitationnelle. Cet effet serait apparent si les TNP constituaient une partie notable de la matière noire[32],[33].
- Anisotropies dans le fond diffus cosmologique : l'accrétion de matière par les TNP à l'époque de l'Univers primordial devrait augmenter la quantité d'énergie disponible dans la substance, ce qui pourrait influencer l'évolution de la recombinaison. Cet effet induit une signature dans la distribution statistique des anisotropies du fond diffus cosmologique (FDC). Les observations du FDC par Planck ont exclu que les TNP ayant des masses comprises entre 100 et 104 {\displaystyle M_{\odot }} contribuent significativement à la matière noire[34] pour les modèles cosmologiques les plus simples.

À l'époque de la détection par LIGO des ondes gravitationnelles émises lors de la fusion des deux trous noirs de 30 {\displaystyle M_{\odot }} chacun, les scientifiques ne pouvaient indiquer qu'une étendue de 10 à 100 {\displaystyle M_{\odot }} pour les TNP. Depuis, des scientifiques ont affirmé avoir réduit cette étendue pour les modèles cosmologiques où la masse de tous les TNP est identique en s'appuyant sur :
- L'absence de rayons X et de corrélations optiques dans les sources ponctuelles observées dans la direction du centre galactique[35].
- Le réchauffement dynamique des galaxies naines[36].
- L'observation de l'amas central d'étoiles de la galaxie naine Éridan II (mais cette restriction ne tient pas si un trou noir intermédiaire se trouve au centre de cette galaxie, ce que certaines observations laissent penser)[37]. Si la distribution des masses des TNP est relativement dispersée, cette contrainte n'est plus conservée.
- L'effet de microlentille gravitationnelle que subissent les signaux émanant des quasars éloignés, effet dû aux galaxies plus proches. Dans ce cas de figure, seuls 20 % de la matière galactique seraient constitués d'objets compacts de masses semblables aux étoiles[38].
- L'effet de microlentille gravitationnelle que subissent les signaux émanant de lointaines étoiles, effet dû aux amas galactiques. Dans ce cas de figure, la matière noire serait composée d'au plus 10 % de TNP ayant les masses détectées par LIGO[39].

Dans le futur, de nouvelles limites seront imposées à la suite de différentes études :
- Le télescope Square Kilometre Array (SKA) analysera les effets des TNP sur l'évolution de réionisation de l'Univers, à la suite de l'injection d'énergie dans le médium intergalactique, elle-même induite par l'accrétion de matière par les TNP[40].
- LIGO, VIRGO et d'autres détecteurs d'ondes gravitationnelles détecteront d'autres fusions de trous noirs, ce qui pourrait servir à établir une meilleure distribution des masses des TNP[11]. Ces détecteurs pourraient même distinguer les TNP des trous noirs stellaires si des trous noirs de moins de 1,4 {\displaystyle M_{\odot }} fusionnaient. Une autre voie serait de mesurer l'excentricité orbitale des TNP binaires[41].
- Les détecteurs d'ondes gravitationnels, tel le Laser Interferometer Space Antenna (LISA), pourront sonder le fond stochastique des ondes gravitationnelles émises par des TNP binaires, lorsque les deux TNP se trouvent à une distance relativement grande l'un de l'autre[42].
- Des scientifiques ont suggéré que le passage d'un petit TNP à travers la Terre créerait une onde acoustique audible avec des appareils suffisamment sensibles[43],[44]. À cause de sa petitesse, de sa masse largement supérieure à celle d'un nucléon et de sa grande vitesse relative, les effets de ce TNP serait minimes.
- Une autre façon de détecter un TNP serait d'observer des vagues à la surface d'une étoile. Sa densité amènerait la substance de l'étoile à vibrer[45],[46].
- L'observation des quasars dans la bande micro-onde pourrait révéler la présence de TNP, car ils créent une microlentille gravitationnelle[47].

## Implications
L'évaporation des trous noirs primordiaux pourrait expliquer l'existence des sursauts gamma. Les TNP pourraient aider à résoudre le mystère de l'hypothétique matière noire,,, le problème du mur de domaine cosmologique de la théorie des cordes (cosmological domain wall) et le problème des monopôles magnétiques. Puisque les TNP peuvent être de n'importe quelle taille, ils ont peut-être influencé la formation et l'évolution des galaxies.

## Théorie des supercordes
La relativité générale prédit que les plus petits trous noirs primordiaux (moins massifs que 1,73 1011kg) devraient être évaporés à notre époque ; toutefois, si une quatrième dimension spatiale existait – une prédiction de la théorie des supercordes – elle influencerait la façon dont la gravité agit à de petites échelles, ce qui pourrait « ralentir significativement l'évaporation »,. Si cette hypothèse est avérée, alors des milliers de trous noirs seraient présents dans notre Galaxie.

### Citations originales
1. ↑  (en) « slow down the evaporation quite substantially »